# Kanton Omont
Der Kanton Omont war ein französischer Wahlkreis im Arrondissement Charleville-Mézières, im Département Ardennes und in der Region Champagne-Ardenne; sein Hauptort (frz.: chef-lieu) war Omont. Die landesweiten Änderungen in der Zusammensetzung der Kantone brachten im März 2015 seine Auflösung. Vertreter im Generalrat des Départements war zuletzt Abellino Poletti.
Der Kanton Omont war 150,83 km² groß und hatte 2698 Einwohner (Stand: 2012).

## Gemeinden
| Gemeinde           | Einwohner (Stand: 2022) | Code postal | Code Insee |
| ------------------ | ----------------------- | ----------- | ---------- |
| Baâlons            | 208                     | 08430       | 08041      |
| Bouvellemont       | 118                     | 08430       | 08080      |
| Chagny             | 172                     | 08430       | 08095      |
| La Horgne          | 152                     | 08430       | 08228      |
| Mazerny            | 128                     | 08430       | 08283      |
| Montigny-sur-Vence | 220                     | 08430       | 08305      |
| Omont              | 72                      | 08430       | 08335      |
| Poix-Terron        | 892                     | 08430       | 08341      |
| Singly             | 137                     | 08430       | 08422      |
| Touligny           | 82                      | 08430       | 08454      |
| Vendresse          | 479                     | 08160       | 08469      |

## Bevölkerungsentwicklung
| 1962 | 1968 | 1975 | 1982 | 1990 | 1999 | 2012 |
| ---- | ---- | ---- | ---- | ---- | ---- | ---- |
| 2078 | 2257 | 2035 | 2000 | 2186 | 2285 | 2698 |